# Морани (Сърбия)
Морани (на сръбски: Морани) е село в Сърбия, разположено в община Тутин, Рашки окръг. Намира се на 903 метра надморска височина. Населението му според преброяването през 2011 г. е 182 души. При преброяването на населението през 2002 г. има 198 жители, от тях: 196 (98,98 %) бошняци и 2 (1,01 %) неизвестни.

## Население
Численост на населението според преброяванията през годините:
- 1948 – 439 души
- 1953 – 490 души
- 1961 – 509 души
- 1971 – 390 души
- 1981 – 402 души
- 1991 – 311 души
- 2002 – 198 души
- 2011 – 182 души